# Atlantická hurikánová sezóna 1780
Atlantická hurikánová sezóna v roce 1780 byla nejničivější a nejsmrtonosnější sezónou ve známé historii. V historických análech bylo v souvislosti s ní zaznamenáno pět hurikánů, z nich u tří přesáhl počet zabitých lidí tisícovku, přičemž nejstrašnější z nich, Velký hurikán, měl na svědomí více než 22 tisíc lidí a je jednoznačně hodnocen jako nejsilnější a nejsmrtonosnější lidmi zaznamenaný hurikán v historii. Celkový počet lidí usmrcených hurikány v roce 1780 je odhadován na více než 25 tisíc.[zdroj?]

## Události
- 13. červen - hurikán zpustošil Portoriko
- 24. srpen - hurikán zpustošil Louisianu
- 5. říjen - hurikán zpustošil Jamajku a později i Kubu, zaznamenáno 1115 mrtvých
- 10. - 16. říjen - Velký hurikán nepředstavitelným způsobem zpustošil východní část Karibiku a zmasakroval zde rozmístěné britské a francouzské námořní síly. Lidské ztráty se odhadují na více než 22 tisíc mrtvých. Barbados byl poničen tak strašlivým způsobem, že na něm nezůstalo jediné obydlí nepoškozené, stromy přišly o veškeré listí i kůru a děla byla posunuta o desítky metrů. Průzkumná expedice britského námořnictva byla naprostou zkázou natolik zmatena, že ji mylně připsala i na účet zemětřesení. Vědci se na základě popisu škod z historických análů domnívají, že rychlost větru patrně přesáhla 320 km/h a každopádně nepochybují, že v okamžiku zásahu Barbadosu šlo o nejsilnější hurikán, jaký kdy lidstvo zaznamenalo.[zdroj?]
- 17. říjen - východní část Mexického zálivu zpustošil další hurikán, zaznamenáno na 2 tisíce mrtvých